# 常山 (嘉慶進士)
常山（1778年—？），字安仁，号云峰，又号静菴，乌苏氏，满洲镶红旗人。嘉庆五年庚申科举人，七年壬戌科三甲同进士出身。

## 生平
后任翰林院庶吉士，云南呈貢县知县。道光甲辰科进士于凌辰曾是常山的学生。

## 家族
- 曾祖他布那；
- 祖依昌阿；
- 父武鍾安，盛京工部司库；
- 妻宋氏；
- 堂亲文瑞，道光辛丑进士，国子监祭酒、刑部右侍郎；
- 族亲松廷，光绪丙戌进士。